# Sanafir
Sanafir (en arabe, جزيرة صنافير , Geziret Ṣanafir) est une île désertique du nord de la mer Rouge, à quelques kilomètres à l'est de l'île de Tiran et du détroit de Tiran. Celui-ci est situé entre la péninsule du Sinaï (à l'ouest), sous souveraineté de l'Égypte, et du Hedjaz (à l'est), sous souveraineté de l'Arabie saoudite. Ces deux îles présentent un intérêt stratégique pour ces deux pays, mais aussi — en permettant le contrôle de l'entrée (par le sud) du golfe d'Aqaba — pour Israël et la Jordanie, dont les ports respectifs de Eilat et Aqaba, à l'extrémité nord du golfe, sont d'une grande importance économique et militaire. Inhabitée (comme l'île de Tiran), elle a une superficie de 33 km2 pour une longueur de 8,7 km.
Les îles de Sanafir et de Tiran sont — hormis une longue période d'occupation israélienne — administrées par l'Égypte de 1950 à 2017. Revendiquées par l'Arabie saoudite, elles lui sont rétrocédées en juin 2017.

## Histoire
L'influence égyptienne est exercée sur l'île de Tiran et l'île Sanafir dès la fin du XIXe siècle, époque où le royaume d'Arabie saoudite n'existe pas encore (il sera officiellement fondé en 1932). Et si la souveraineté d'Abdelaziz ben Abderrahmane Al Saoud commence à s'étendre sur le nord-ouest de la péninsule arabique dès les années 1920, cependant, malgré sa proximité avec la péninsule, jamais un Saoudien ne plante un drapeau sur Sanafir avant notre époque. Si les autorités égyptiennes reconnaissaient la souveraineté saoudienne, des juristes égyptiens néanmoins estiment que ces îles sont égyptiennes, un traité de 1906, le royaume saoudien n'existant donc pas encore, ayant accordé la souveraineté des deux îles à l'Égypte. Sanafir est confié, comme l'île de Tiran, provisoirement à l'Égypte en 1950, par le roi d'Arabie saoudite Abdelaziz ben Abderrahmane Al Saoud, au roi Farouk d'Égypte pour qu’il les défende contre une possible attaque d'Israël qui vient de conquérir le Néguev un an plus tôt, en 1949, les îles étant situées à une position stratégique à la sortie du golfe d'Aqaba et en bordure du détroit de Tiran, seul accès à la mer Rouge d'Israël et seul accès à la mer de la Jordanie. Après la guerre des Six Jours, en 1967, elles passent sous le contrôle israélien, avant leur restitution à l'Égypte en 1982, consécutivement à la signature du traité de paix israélo-égyptien de 1979.
En avril 2016, un accord est passé entre l'Égypte et l'Arabie saoudite pour la construction d'un pont reliant les deux pays et passant par l'île de Tiran, un projet s'élevant à 16 milliards de dollars. Un accord est signé dans la foulée pour céder Sanafir à l'Arabie saoudite[réf. nécessaire]. Cet accord est annulé par le Tribunal administratif égyptien en juin 2016, celui-ci ayant été saisi par l'opposant Khaled Ali. Le Parlement égyptien avalise le transfert des îles le 14 juin 2017, qui sont restituées le 24 juin 2017 à l'Arabie saoudite, cet acte de rétrocession ayant été rendu officiel par le président égyptien Abdel Fattah al-Sissi. Le 3 mars 2018, la décision est validée par la Cour constitutionnelle suprême.

## Économie
Durant la période de l'administration égyptienne, les rivages de l'île attirent de nombreux amateurs de plongée sous-marine : des excursions sont à l'époque proposées aux touristes séjournant dans la station balnéaire toute proche de Sharm el Sheikh.
Depuis la cession des deux îles de Tiran et Sanafir par l'Égypte, les Saoudiens qui ne souhaitent guère, pour l'instant, promouvoir le tourisme de masse en Arabie saoudite (à l'exception notable du pèlerinage à la Mecque), n'autorisent donc pas à ce jour les visiteurs à se rendre sur ces îles, ni dans leurs parages maritimes, désormais saoudiens. Deux corvettes de la Marine royale saoudienne patrouillent désormais dans les eaux territoriales des îles. Même si le pays (ou du moins quelques destinations) semble plus s'ouvrir au tourisme, comme le gouvernement l'envisage depuis peu, le caractère stratégique du lieu dans un contexte où subsistent les tensions régionales, rend le retour à brève échéance des touristes à Sanafir sans doute hypothétique.
Il est impossible d'établir une population permanente sur ces iles : elles ne possèdent pas d'eau potable, et il n'y a pas de nappes phréatiques. Pendant les mois de la période estivale, les températures sont quasiment toujours caniculaires, et le thermomètre affiche souvent 40°, et même, plus de 45°, ce qui nécessite un minimum de quantités d'eau pour survivre.  Les mois entre octobre et mars sont la période idéale pour visiter ces iles.   